# Noord ('s-Hertogenbosch)
Noord is een stadsdeel van de gemeente 's-Hertogenbosch, in de Nederlandse provincie Noord-Brabant.
De naam Noord dateert van voordat De Maaspoort werd gebouwd. In het noorden wordt het stadsdeel begrensd door de A59, in het oosten door de A2, in het zuiden door de spoorlijn Tilburg - Nijmegen en in het westen door de spoorlijn Utrecht - Boxtel.
Winkelcentrum De Rompert is een van de voorzieningen in de wijk.

## Buurten
| Wijk                       | Inwoners (2007) |
| -------------------------- | --------------- |
| Bedrijventerrein-Noord     | 10              |
| De Muziekinstrumentenbuurt | 1370            |
| De Edelstenenbuurt         | 1200            |
| De Sprookjesbuurt          | 1680            |
| De Rompert (en De Morgen)  | 2440            |
| De Donk                    | 1780            |
| De Reit                    | 1380            |
| De Haren                   | 1180            |
| Bedrijventerrein De Herven | 60              |
| De Herven                  | 640             |
| De Slagen                  | 1580            |
| De Hambaken                | 1390            |
| Orthen                     | 1530            |
| De Buitenpepers            | 2150            |
| Orthen-West                | 830             |
| Totaal (2007)              | 19220           |